# 国家风景区 (苏格兰)

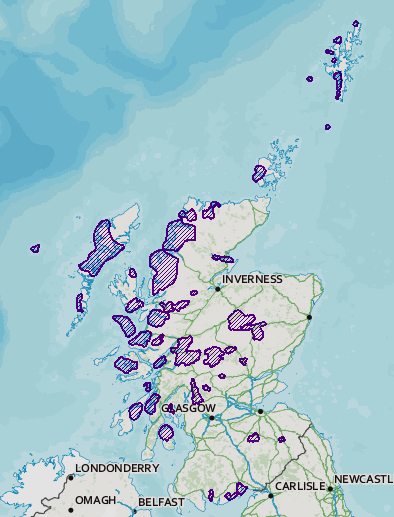
分布图

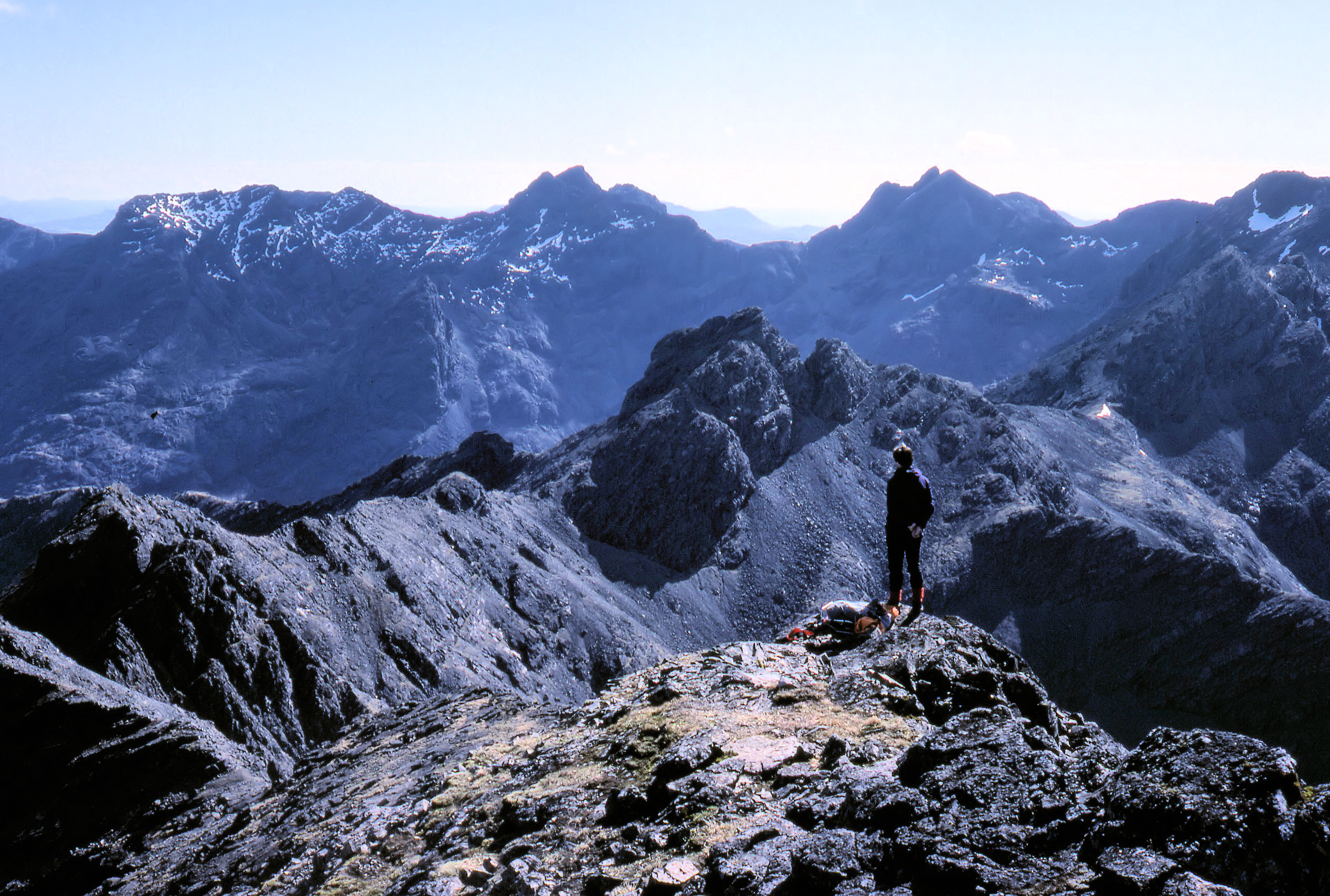
庫林丘陵是一个国家风景区

国家风景区（National scenic area；NSA）是苏格兰一种保护区类型，由NatureScot代表蘇格蘭政府管理，等同于英格兰、威尔士和北爱尔兰的杰出自然风景区。苏格兰有40个国家风景区，占陆地面积的13%，多分布在偏远山区。除去山区外，保护区面积中约26%是海洋。其选择会考虑文化、历史、考古、地质或动物等因素，但主要取决于风景优美程度。它可能与国家自然保护区范围重叠。
与苏格兰的其他保护区相比，国家风景区的知名度并不高。2018年蘇格蘭國民信託的一项调查发现，只有20%的苏格兰人“明确知道”（definitely aware）国家风景区，而80%都知道国家公园。